# Andrea Evans
Andrea Lynn Evans, nota come Andrea Evans (Aurora, 18 giugno 1957 – Pasadena, 9 luglio 2023), è stata un'attrice statunitense.

## Biografia
È conosciuta soprattutto per aver interpretato i personaggi di Tina Lord Roberts nella serie Una vita da vivere dal 1979 al 2011, e di Tawny Moore, madre di Amber (Adrienne Frantz) in Beautiful nel biennio 1999-2000, e poi, in seguito, nel 2011 e nel 2012.
Andrea Evans è morta il 9 luglio 2023 all'età di 66 anni, a causa di un tumore al seno con cui lottava da tempo.

## Filmografia

### Cinema
- Le regole del gioco (The Opposite Sex and How to Live with Them), regia di Matthew Meshekoff (1992)
- Detective Shame: indagine ad alto rischio, regia di Keenen Ivory Wayans (1994)
- I gusti del terrore (Ice Cream Man), regia di Paul Norman (1995)
- Hit List, regia di Minh Collins (2011)

### Televisione
- Arco di trionfo (Arch of Triumph), regia di Waris Hussein – film TV (1984)
- Florence Nightingale, regia di Daryl Duke – film TV (1985)
- Una vita da vivere (One Life to Live) – serie TV, 89 episodi (1979-2011)
- CHiPs – serie TV, un episodio (1982)
- Beautiful (The Bold and the Beautiful) – serie TV, 153 episodi (1999-2012)
- Passions – serie TV, 611 episodi (2000-2008)
- Febbre d'amore (The Young and the Restless) – serie TV, un episodio (2010)
- Il doppio volto della follia (Imaginary Friend), regia di Richard Gabai – film TV (2012)
- Io so dove è Lizzie (I Know Where Lizzie Is), regia di Darin Scott – film TV (2016)

## Doppiatrici italiane
Cristiana Lionello in Beautiful
Melina Martello in Beautiful

## Riconoscimenti
Nella sua carriera ha ricevuto una candidatura agli Emmy Awards nel 1988 come miglior giovane attrice in una serie drammatica (per Una vita da vivere) e tra il 1986 e il 1988 ha ricevuto tre candidature ai Soap Opera Digest Awards come miglior attrice e due come miglior cattiva in una soap opera, sempre per Una vita da vivere. Nel 1981 è stata candidata agli Young Artist Awards come miglior giovane attrice.